# 10672 Kostyukova
10672 Kostyukova (1978 QE) là một tiểu hành tinh vành đai chính được phát hiện ngày 31 tháng 8 năm 1978 bởi N. S. Chernykh ở Đài vật lý thiên văn Crimean. The asteroidđược đặt tên theo tên của Tatiana Andreevna Kostyukova, a Russian botanist.